# Schatrowo (Kaliningrad, Selenogradsk)
Schatrowo (russisch Шатрово, deutsch Weidehnen, litauisch Vaidėnai) ist ein Ort in der russischen Oblast Kaliningrad. Er liegt im Rajon Selenogradsk und gehört zur kommunalen Selbstverwaltungseinheit Stadtkreis Selenogradsk.

## Geographische Lage
Schatrowo liegt 29 Kilometer nordwestlich der Stadt Kaliningrad (Königsberg) an einer Nebenstraße, die von Otradnoje (Georgenswalde) an der Ostseeküste in südlicher Richtung über Kljukwennoje (Klycken) bis zur Hauptstraße Kumatschowo (Kumehnen)– Kruglowo (Polennen) führt. Innerorts mündet eine von Russkoje (Germau) kommende Nebenstraße ein. Nördlich des Ortes verläuft die Trasse des im Bau befindlichen Primorskoje Kolzo (Küstenautobahnring). Eine Bahnanbindung besteht nicht.

## Geschichte
Das Gründungsjahr des bis 1946 Weidehnen genannten Dorfes liegt im Jahre 1381. Von 1874 bis 1930 war der Ort in den Amtsbezirk Kirschappen eingegliedert, der zum Landkreis Fischhausen im Regierungsbezirk Königsberg der preußischen Provinz Ostpreußen gehörte. Im Jahre 1910 waren hier 160 Einwohner registriert.
Am 30. September 1928 schlossen sich die Landgemeinden Weidehnen und Woydiethen (russisch: Listowoje) und der Gutsbezirk Kirschappen (Druschba) zur neuen Landgemeinde Weidehnen zusammen.
Im Jahre 1930 wurde der Amtsbezirk Kirschappen aufgelöst und in „Amtsbezirk Weidehnen“ umbenannt. Dieser trat 1939 dem Landkreis Samland bei, dem er bis 1945 angehörte. Die Einwohnerzahl betrug im Jahre 1933 bereits 328 und stieg bis 1939 auf 356.
In Kriegsfolge kam Weidehnen mit dem nördlichen Ostpreußen 1945 zur Sowjetunion und erhielt 1947 den russischen Namen „Schatrowo“. Gleichzeitig wurde der Ort sitz eines Dorfsowjets im Rajon Primorsk. Der Sitz des Dorfsowjets wurde später nach Gratschowka verlegt. Von 2005 bis 2015 gehörte Schatrowo zur Landgemeinde Krasnotorowskoje selskoje posselenije und seither zum Stadtkreis Selenogradsk.

### Amtsbezirk Weidehnen (1930–1945)
Am 18. Mai 1930 wurde Weidehnen namensgebender Ort für den Amtsbezirk, der nach Auflösung des bisherigen Amtsbezirks Kirschappen (heute russisch: Druschba) gebildet wurde. Zwei Orte waren diesem Amtsbezirk zugeteilt: Klein Dirschkeim (heute russisch: Dworiki) und Weidehnen. Beide Orte gehörten auch noch am 1. Januar 1945 zum Amtsbezirk Weidehnen.

### Schatrowski selski Sowet/okrug 1947(–2005)
Der Dorfsowjet Schatrowski selski Sowet (ru. Шатровский сельский Совет) wurde im Juni 1947 im Rajon Primorsk eingerichtet. Sein Verwaltungssitz war zunächst der Ort Schatrowo. Vor 1968 wurde der Verwaltungssitz nach Gratschowka verlegt. Nach dem Zerfall der Sowjetunion bestand die Verwaltungseinheit als Dorfbezirk Schatrowski selski okrug (ru. Шатровский сельский округ). Spätestens im Jahr 2000 wurde der Name des Dorfbezirk an seinen Verwaltungssitz zu Gratschowski selski okrug (ru. Грачёвский сельский округ) angepasst. Im Jahr 2005 wurden die verbliebenen Orte des Dorfbezirks in die neu gebildete Landgemeinde Krasnotorowskoje selskoje posselenije eingegliedert.
| Ortsname                    | Name bis 1947/50 | Bemerkungen |
| --------------------------- | ---------------- | --- |
| Bogatoje (Богатое)          | Pokalkstein      | Der Ort wurde 1947 umbenannt. |
| Druschba (Дружба)           | Kirschappen      | Der Ort wurde 1950 umbenannt. |
| Dunajewka (Дунаевка)        | Thierenberg      | Der Ort wurde 1947 umbenannt und vor 1975 verlassen.                                                                                           |
| Dworiki (Дворики)           | Klein Dirschkeim | Der Ort wurde 1947 umbenannt. |
| Gratschowka (Грачёвка)      | Kraam            | Der Ort wurde 1947 umbenannt und war seit vor 1968 Verwaltungssitz und seit spätestens 2000 auch Namensgeber des Dorfsowjets bzw. Dorfbezirks. |
| Gruschino (Грушино)         | Jouglauken       | Der Ort wurde 1947 umbenannt und vor 1975 verlassen.                                                                                           |
| Gussewka (Гусевка)          | Drugthenen       | Der Ort wurde 1947 umbenannt. |
| Kljukwennoje (Клюквенное)   | Klycken          | Der Ort wurde 1947 umbenannt. |
| Kolomenskoje (Коломенское)  | Hirschau         | Der Ort wurde 1950 umbenannt und verlor vor 1975 seine Eigenständigkeit.                                                                       |
| Krasnowka (Красновка)       | Markehnen        | Der Ort wurde 1947 umbenannt. |
| Lessenkowo (Лесенково)      | Plinken          | Der Ort wurde 1947 umbenannt. |
| Listopadowka (Листопадовка) | Bärholz          | Der Ort wurde vor 1975 umbenannt. |
| Listowoje (Листовое)        | Woydiethen       | Der Ort wurde 1950 umbenannt. |
| Medwedewo (Медведево)       | Norgau           | Der Ort wurde 1947 umbenannt und war zunächst in den Dorfsowjet Logwinski eingeordnet.                                                         |
| Olchowoje (Ольховое)        | Korwingen        | Der Ort wurde 1950 umbenannt. |
| Rakitnoje (Ракитное)        | Plautwehnen      | Der Ort wurde 1950 umbenannt. |
| Rjabinowka (Рябиновка)      | Arissau          | Der Ort wurde 1950 umbenannt und vor 1975 verlassen.                                                                                           |
| Schatrowo (Шатрово)         | Weidehnen        | Verwaltungssitz bis vor 1968 und Namensgeber bis spätestens 2000.                                                                              |
| Schurawljowka (Журавлёвка)  | Pokirben         | Der Ort wurde 1947 umbenannt und vor 1975 verlassen.                                                                                           |
| Wodnoje (Водное)            | Syndau           | Der Ort wurde 1950 umbenannt. |

Die beiden im Jahr 1947 umbenannten Orte Gorbatowka (Nortycken) und Salskoje (Sankt Lorenz), die zunächst ebenfalls in den Schatrowski selski Sowet eingeordnet wurden, kamen dann (vor 1975) aber zum Romanowski selski Sowet.
Die beiden im Jahr 1947 umbenannten Orte Kruglowo (Polennen) und Sytschowo (Krattlau), die zunächst ebenfalls in den Schatrowski selski Sowet eingeordnet wurden, kamen dann (vor 1975) aber zum Powarowski selski Sowet.
Der im Jahr 1947 umbenannte Ort Morosowka (Sacherau) war 1947 sowohl in den Logwinski selski Sowet als auch in den Schatrowski selski Sowet eingeordnet worden. Er gelangte vor 1975 in den Powarowski selski Sowet.

## Kirche
In Weidehnen lebte vor 1945 eine fast ausnahmslos evangelische Bevölkerung. Sie war in das Kirchspiel der Pfarrkirche in Thierenberg (russisch: Dunajewka, heute nicht mehr existent) eingegliedert, das zum Kirchenkreis Fischhausen (Primorsk) in der Kirchenprovinz Ostpreußen der Kirche der Altpreußischen Union gehörte. Heute liegt Schatrowo im Einzugsbereich der evangelisch-lutherischen Auferstehungskirche in Kaliningrad (Königsberg) in der Propstei Kaliningrad der Evangelisch-lutherischen Kirche Europäisches Russland.